# Lalince
Lalince (cyr. Лалинце) – wieś w Serbii, w okręgu pczyńskim, w mieście Vranje. W 2011 roku liczyła 98 mieszkańców.